# Ona to ziomal
Ona to ziomal – trzeci singel polskiego rapera PlanBe z jego debiutanckiego albumu studyjnego, zatytułowanego Insomnia. Singel został wydany 17 sierpnia 2017.
Nagranie otrzymało w Polsce status złotego singla, przekraczając liczbę 10 tysięcy sprzedanych kopii.

## Geneza utworu i historia wydania
Utwór napisali i skomponowali Bartosz Krupa i Gabriel Bieszczad.
Singel ukazał się w formacie digital download 17 sierpnia 2017 w Polsce za pośrednictwem wytwórni płytowej QueQuality. Piosenka została umieszczona na debiutanckim albumie studyjnym PlanBe – Insomnia.

## Teledysk
Do utworu powstał teledysk, który udostępniono w dniu premiery singla za pośrednictwem serwisu YouTube.

## Lista utworów
- Digital download[2]

1. „Ona to ziomal” – 3:28

## Certyfikaty
| Kraj          | Certyfikat  | Sprzedaż |
| ------------- | ----------- | -------- |
| Polska (ZPAV) | złota płyta | 10 000+  |